# Eliza Virgínia
Eliza Virginia de Souza Fernandes (João Pessoa, 2 de abril de 1972) é uma política brasileira filiada ao Progressistas (PP), atual vereadora de João Pessoa, estando em seu segundo mandato. Em 15 de julho de 2022, se licenciou da Câmara Municipal da capital paraibana e tomou posse como deputada federal pelo estado em 19 de julho de 2022, após a licença do deputado federal Aguinaldo Ribeiro.